# Pierre Allard (artiste)
Pour les articles homonymes, voir Pierre Allard et Allard.
Pierre Allard, né le 13 avril 1964 à Québec et mort le 25 novembre 2018 à Montréal, est un artiste, chef décorateur et militant social québécois,. Il fut notamment cofondateur de l'ATSA, un collectif d'art public basé à Montréal.

## Biographie et œuvre
Combinant les arts visuels qu'il avait étudiés à l’Université du Québec à Montréal puis le cinéma qu'il avait étudié à l'Université Concordia au cours des années 80, Pierre Allard produit et présente ses premières œuvres conceptuelles dans des espaces résiduels (commerces vacants, terrains vagues, mobilier urbain) de sa ville d'adoption dès le début des années 90. Fidèle défenseur de l’intervention publique, « de l’art pour les gens et non pour l’art », Allard réalise une douzaine d’installations/interventions urbaines anonymes identifiées par le verbe «VIVRE», sur et autour du boulevard Saint-Laurent à Montréal entre 1990 et 1993. Avec Ceci est la preuve, en 1990, l'artiste invite les passants à pénétrer dans l’inquiétante pénombre d’un magasin vacant de  la Main pour qu'ils finissent, après un long cri, l’air ébahi saisi à jamais sur une photographie. Les Polaroids étaient ensuite estampillés de la mention : «Ceci est la preuve que nous savons que vous savez» et vendus au prix coûtant aux centaines de badauds  happés sur le trottoir. En 1991, il entame sa série des Drapeaux blancs qui apparaîtront de manière impromptue sur des dizaines d'édifices de la ville au cours des années suivantes. En 1992, il installe deux figurines de Bouddhas (l'une cassée, l'autre intacte) dans la vitrine d'un commerce à louer du boulevard Saint-Laurent. L'installation anonyme reste en place pendant plus d'un an et demeure à ce jour une énigme pour les milliers de passants ayant alors été interpellés par sa singularité. En 1993, Allard peint en rose la fontaine du square Saint-Louis dans le quartier du Plateau Mont-Royal de la métropole québécoise au grand dam des riverains. Entre 1994 et 1996, il effectua des interventions dans différents pays dont Surviving in Mumbai (Inde), Trans Action Public (Écosse) et Sobrevivir en Mexico (Mexique),,,.

En 1997, Pierre Allard cofonda l'Action terroriste socialement acceptable (ATSA) avec sa conjointe, l'interprète-chorégraphe Annie Roy. Leur première collaboration s'intitulait le Siège social de la banque à bas qui dénonçait les profits exorbitants des banques canadiennes tout en distribuant des vêtements chauds aux sans-abris. Sous sa codirection, l'organisme, rebaptisé ATSA, quand l'art passe à l'action, a depuis réalisé de nombreuses interventions urbaines dont la série État d’urgence de 1998 à 2010,.
Parallèlement à ses activités d'artiste et de militant social, Pierre Allard fut un artisan important du renouveau du cinéma québécois des années 1990 en effectuant la direction artistique de plusieurs films de réalisateurs de la génération Cosmos (Denis Villeneuve, Manon Briand, André Turpin, etc.) dont Cosmos (1996) 2 secondes (1998) et Un crabe dans la tête (2001).

## Interventions artistiques

### Sous le pseudonyme VIVRE
- 1990 : Ceci est la preuve (boulevard Saint-Laurent, Montréal)
- 1991 : Surrender (boulevard Saint-Laurent, Montréal)[11].
- 1991 : Le temple (boulevard Saint-Laurent, Montréal)
- 1991 : La colonne (boulevard Saint-Laurent, Montréal)[4].
- 1992 : Les Bouddhas (boulevard Saint-Laurent, Montréal)
- 1993 : Vivre (square Saint-Louis, Montréal)

- 1994 : Surviving in Mumbai (Mumbai)
- 1995 : Trans Action Public (Glasgow)[7].
- 1996 : Sobrevivir en Mexico (Mexico DF)

### Avec l'ATSA
Voir la liste complète sur ATSA#Interventions

## Filmographie
Comme directeur artistique
- 1996 : Cosmos
- 1998 : 2 secondes
- 2001 : Un crabe dans la tête
- 2004 : Le Goût des jeunes filles
- 2005 : Familia
- 2006 : C'est beau une ville la nuit
- 2016 : Early Winter (film)